# Hylodes cardosoi
Hylodes cardosoi é uma espécie de anfíbio da família Hylodidae. Endêmica do Brasil, pode ser encontrada nos municípios de Morretes, no estado do Paraná, e Apiaí, Capão Bonito e Iporanga, no estado de São Paulo.